# 生まれたところを遠く離れて
生まれたところを遠く離れて（うまれたところをとおくはなれて）は、1976年4月21日に発売された浜田省吾の1枚目のアルバム。デビューシングル「路地裏の少年」と同時発売された。

## 背景
キャッチコピーは『シティボーイの悲しみと怒りを歌う、独りぼっちのロック詩人（シンガー）』。
浜田はロックバンド「愛奴」のドラマー兼ヴォーカリスト、ソングライターとして1975年にデビューしたが、自身のドラマーとしての技量やバンド活動の難しさ、音楽性の違いから同年にバンドを脱退。ソロとしての活動を始め、最初に制作されたアルバムである。本人は「これが最初で最後のソロ・アルバムになるだろう」と思いながら制作していたという。全ての曲を作詞作曲し、編曲も浜田が手掛けて、ほぼ一発録りに近い形で制作された。既に愛奴を脱退していた浜田だが、殆んどのメンバーがレコーディングに参加している。
しかし、周囲の評価は決して芳しくなく、先輩である吉田拓郎や泉谷しげるに持っていっても「こんな重いレコードじゃ売れないよ。どうして『二人の夏』や『恋の西武新宿線』のようなポップな曲を作らなかったの?」と言われたという。実際、発売当時は1万枚も売れなかった。
プロデュースを、本作から1983年12月1日発売アルバム『Sand Castle』まで、当時所属していたホリプロの先輩で元モップスのドラマーである鈴木幹治（鈴木ヒロミツの実弟）が担当した。現在に至るまで浜田の重要な音楽パートナーとして共に活動している。

## 裏ジャケット
裏ジャケットで浜田と手を組んで歩いている女性は、浜田の夫人（当時は恋人）である。このジャケットの構図は、浜田が敬愛するボブ・ディランのアルバム『フリーホイーリン・ボブ・ディラン』を真似たものである。

## 記録
1996年時点での累計売上は200,063枚（アナログ盤・CD・カセットを合わせた総計）。

## 収録曲

### LP盤
| 全作詞・作曲: 浜田省吾。 |                        |           |            |                                                             |      |
| #                        | タイトル               | 作詞      | 作曲・編曲 | 編曲                                                        | 時間 |
| 1.                       | 「路地裏の少年」       | 浜田省吾  | 浜田省吾   | 福井峻（ストリングス・アレンジ）                            | 5:01 |
| 2.                       | 「青春の絆」           | 浜田省吾  | 浜田省吾   | 福井峻（ストリングス・アレンジ） 村岡建（ホーン・アレンジ） | 3:50 |
| 3.                       | 「朝からごきげん」     | 浜田省吾  | 浜田省吾   |                                                             | 2:55 |
| 4.                       | 「雨上がりのぶるーす」 | 浜田省吾  | 浜田省吾   |                                                             | 2:11 |
| 5.                       | 「悲しい夜」           | 浜田省吾  | 浜田省吾   | 福井峻（ストリングス・アレンジ）                            | 3:28 |
| 6.                       | 「街角の天使」         | 浜田省吾  | 浜田省吾   | 福井峻（ストリングス・アレンジ）                            | 4:53 |
| 合計時間:                | 合計時間:              | 合計時間: | 22:18      |                                                             |      |

| 全作詞・作曲: 浜田省吾。 |                                |           |            |                                  |       |
| #                        | タイトル                       | 作詞      | 作曲・編曲 | 編曲                             | 時間  |
| 1.                       | 「壁にむかって」               | 浜田省吾  | 浜田省吾   | 村岡建（ホーン・アレンジ）       | 5:57  |
| 2.                       | 「HIGH SCHOOL ROCK & ROLL」    | 浜田省吾  | 浜田省吾   | 村岡建（ホーン・アレンジ）       | 2:19  |
| 3.                       | 「生まれたところを遠く離れて」 | 浜田省吾  | 浜田省吾   |                                  | 10:23 |
| 4.                       | 「とらわれの貧しい心で」       | 浜田省吾  | 浜田省吾   | 福井峻（ストリングス・アレンジ） | 4:30  |
| 合計時間:                | 合計時間:                      | 合計時間: | 23:09      |                                  |       |

### CD盤
| 全作詞・作曲: 浜田省吾。 |                                |           |            |                                                             |       |
| #                        | タイトル                       | 作詞      | 作曲・編曲 | 編曲                                                        | 時間  |
| 1.                       | 「路地裏の少年」               | 浜田省吾  | 浜田省吾   | 福井峻（ストリングス・アレンジ）                            | 5:01  |
| 2.                       | 「青春の絆」                   | 浜田省吾  | 浜田省吾   | 福井峻（ストリングス・アレンジ） 村岡建（ホーン・アレンジ） | 3:50  |
| 3.                       | 「朝からごきげん」             | 浜田省吾  | 浜田省吾   |                                                             | 2:55  |
| 4.                       | 「雨上がりのぶるーす」         | 浜田省吾  | 浜田省吾   |                                                             | 2:11  |
| 5.                       | 「悲しい夜」                   | 浜田省吾  | 浜田省吾   | 福井峻（ストリングス・アレンジ）                            | 3:28  |
| 6.                       | 「街角の天使」                 | 浜田省吾  | 浜田省吾   | 福井峻（ストリングス・アレンジ）                            | 4:53  |
| 7.                       | 「壁にむかって」               | 浜田省吾  | 浜田省吾   | 村岡建（ホーン・アレンジ）                                  | 5:57  |
| 8.                       | 「HIGH SCHOOL ROCK & ROLL」    | 浜田省吾  | 浜田省吾   | 村岡建（ホーン・アレンジ）                                  | 2:19  |
| 9.                       | 「生まれたところを遠く離れて」 | 浜田省吾  | 浜田省吾   |                                                             | 10:23 |
| 10.                      | 「とらわれの貧しい心で」       | 浜田省吾  | 浜田省吾   | 福井峻（ストリングス・アレンジ）                            | 4:30  |
| 合計時間:                | 合計時間:                      | 合計時間: | 45:27      |                                                             |       |

## 楽曲解説
1. 路地裏の少年
本作と同時発売されたシングル。シングルヴァージョンとアルバムヴァージョンでは歌詞及び、アレンジが異なる。
23歳の誕生日の前日に書かれたので、ラストが22歳になっている。
2. 青春の絆

2021年発売のシングル「この新しい朝に」でリメイクされた。
3. 朝からごきげん
愛奴を脱退する時に、置き土産として作られた曲。発表は愛奴版の方が後になる。
1997年1月発売のアルバム『初夏の頃 〜IN EARLY SUMMER〜』でリメイクされた。
4. 雨上がりのぶるーす
未発表部分の歌詞が存在する。
5. 悲しい夜
  - 1989年9月発売のアルバム『Wasted Tears』でリメイクされた。
6. 街角の天使
歌詞カードのクレジットに「Inspiration by Lamont Dozier with Rod Stewart. Can you dig it?」との表記があり、ロッド・スチュワートに影響を受けたことを自己申告している。
当初の予定では、大貫妙子とデュエットする計画だった。
1997年1月発売のアルバム『初夏の頃 〜IN EARLY SUMMER〜』でリメイクされた。
7. 壁にむかって
シングル「路地裏の少年」のB面曲。
8. HIGH SCHOOL ROCK & ROLL
未発表部分の歌詞が存在する。
当時はキャロルやクールスなどのツッパリ・ロックが人気で、それらに対するアンチテーゼとして書かれた曲。
9. 生まれたところを遠く離れて
この曲が出来た時に、プロデューサーである鈴木の家に電話をして電話口で歌いながら聴かせたという、10分を超える大作。
1997年10月発売のシングル「イメージの詩」でカップリング曲としてリメイクされた。
10. とらわれの貧しい心で
現在もライブ等で演奏されている曲。
1996年2月発売の映像作品『ROAD OUT "MOVIE"』と、2010年10月発売のベスト・アルバム『The Best of Shogo Hamada vol.3 The Last Weekend』でリメイクされた。

## 参加ミュージシャン
- Drums：岡本あつお
- Bass：秋本良一
- Piano and Keyboards：ジョン山崎
- Electric and Acoustic Guitar：青山徹・町支寛二
- Acoustic Guitar：浜田省吾
- Trumpet：羽鳥幸次・中沢健次
- Trombone：新井英治
- Tenor Saxophone：村岡建
- Baritone Saxophone：岡崎広志